# AMX-30
AMX-30은 프랑스의 AMX 회사가 만든 주력전차로 1966년 프랑스 육군에 실전배치되었다. 첫 5대의 전차가 제501기갑연대에 배치되었다. AMX-30의 중량은 36톤으로, 기동성을 위해 방호력을 줄였다. 프랑스군은 최신 대전차무기들에 맞서 장갑을 두껍게 하는 것은 너무 무리한 요구사항이라고 보았고, 장갑을 늘릴 시에 기동성이 희생된다고 보았다. 방호력은 전차의 속도와 다각적 구도를 통해 유지할 수 있었으며, 높이 역시 2.28m로 동시대 전차에 비해 낮은 편이었다. 주포는 105mm 포로 오부스 G라 불리는 대전차 고폭탄을 주요 포탄으로 사용했다. 엔진은 720마력이었지만, 전차가 전투에 투입되었을 때 영향을 주는 전환장치가 있었다.

## 보유국
- 프랑스 - (퇴역)2,500대+
- 나이지리아 - 16대
- 카타르 - 30대
- 사우디아라비아 - 250대
- 베네수엘라 - 80대
- 아랍에미리트 - 45대
- 키프로스 - 52대
- 칠레 - (퇴역)50대
- 그리스 - (퇴역)190대
- 스페인 - (퇴역) 299대

## 같이 보기
- AMX-56 르클레르
- 레오파르트 1
- M60 패튼
- 74식 전차